# Йон Илиеску
Йон Илиеску (на румънски: Ion Iliescu) е румънски политик, сенатор от Социалдемократическата партия (1996 – 2000 г. и 2004 – 2008 г.) и президент на Румъния от 1990 до 1996 г. и от 2000 до 2004 г.

## Биография
Роден на 3 март 1930 г. в гр. Олтеница. Бащата му, Александру Илиеску (1901 – 1945) е железничар и член на нелегалната комунистическа партия. Майка му е циганка и напуска семейството, когато Йон е на 1 година. Скоро баща му се жени повторно за Мария Илиеску, която го отглежда. Завършва Московския енергиен институт през 1955 г. По-късно учи и в Букурещкия политехнически институт. Освен майчиния си румънски, владее руски и английски език.
Йон става член на Съюза на комунистическата младеж през 1944 и член на Румънската комунистическа партия през 1953 г. През 1957 г. е избран за народен представител във Великото народно събрание. Работи в Съюза на студентските комунистически дружества и ръководи отдела за пропаганда на ЦК на Румънската комунистическа партия (1965 – 1968 г.). През 1967 г. е назначен за първи секретар на ЦК на Съюза на комунистическата младеж и министър по въпросите на младежта. След 1971 година Николае Чаушеску започва постепенно да го маргинализира, като през 1984 година Илиеску е изключен от ЦК на РКП.
През 1979 г. Илиеску става председател на Националния съвет по водните ресурси. Той критикува проекта за канала Дунав – Черно море, чийто автор е самият Чаушеску. През 1984 г. Йон става директор на Букурещкото издателство за научна и техническа литература.
През 1989 г. ръководи вълненията срещу Чаушеску и след свалянето му сформира Румънския фронт за национално спасение (РФНС) и става негов председател. На 25 декември 1989 г. бившият директор на издателство за научна и техническа литература, с тъмни кръгове под очите от хронично недоспиване, чете пред румънските телевизионни зрители списък на членовете на съвета на РФНС, който завършва със собственото му фамилно име. През 1990 г. трансформирането на Федералната данъчна служба в партия, при запазване на нейните властови функции, предизвиква широки народни протести. Благодарение на това Илиеску се кандидатира за президент на Румъния и е избран на тази позиция. На 20 юни 1990 г. в двореца Ateneul Român Илиеску получава поздравления за победата си, спечелена с почти невероятни резултати: 85 процента от гласоподавателите са дали гласа си за него.
През 1992 г. е преизбран за президент на Румъния. От 1995 г. е почетен доктор на Московския енергиен институт. През 1996 г. губи изборите от отбора на „новите румънци“, водени от Емил Константинеску. Водената от Илиеску партия преминава в опозиция, само за да се върне триумфално на власт четири години по-късно.
Илиеску играе важна роля в Румънската революция от 1989 година и е избран за първия посткомунистически президент на Румъния през 1990 година. След одобряването на новата конституция през 1991 година, той печели още два мандата като президент: от 1992 до 1996 г. и от 2000 до 2004 г. По време на неговото управление Румъния става член на НАТО.
По време на управлението си Илиеску многократно използва авторитарни методи срещу политически опоненти. По-специално, подобно на своя предшественик Чаушеску, той довежда миньори, въоръжени с железни пръти, в Букурещ, за да разпръснат опозиционни демонстрации. В тази връзка срещу него е образувано наказателно дело по обвинения в престъпления срещу човечеството: по-специално Илиеску е обвинен в смъртта на четирима миньори през юни 1990 г. по време на демонстрациите, както и около 1000 ранени. Въпреки опита на румънския съд да затвори наказателното дело, през 2015 г. Европейският съд по правата на човека убеждава Румъния да възобнови разследването. Бившият министър-председател Петре Роман и бившият вицепремиер Гелу-Войкан Войкулеску също биват изправени пред съда.
През април 2019 г. делото за смъртните случаи по време на революцията през декември 1989 г., в което са замесени Илиеску и Гелу-Войкан Войкулеску, е представено пред съда. Повечето от жертвите на декемврийските събития загиват след свалянето на Чаушеску. Илиеску е обвинен в умишлено подвеждане на хората и разпространение на невярна информация, поради което според прокурорите, цивилни и служители на силите за сигурност са стреляли един срещу друг, бъркайки другата страна с бивши агенти на Секуритате.